# COP8
COP8是美國國家半導體公司（National Semiconductor）所推出的8位元微控制器系列，此系列微控器採行8位元複雜指令集的核心，並具有以下的功效特性：
- 數目眾多的I/O接腳。
- 豐富、充沛的FLASH/ROM記憶體，可供儲存程式碼及資料。（最多到32KB）
- 非常低的電磁干擾（EMI），沒有臭蟲瑕疵。
- 微控制器整合許多周邊功能。（意味著單晶片設計）
- 直接在系統進行程式燒錄。（在線燒錄，簡稱：ISP）
- 自由、免費的組合語言開發工具鏈，也可使用商業性銷售的C語言編譯器。
- 自由、免費的多工作業系統，以及TCP/IP協定堆疊。

COP8的運作時脈頻率為20MHz，不過多數版本的COP8都可以超頻到28MHz，COP8的控制執行週期是每10Hz一次，因此20MHz表示一秒鐘內可以有200萬個週期。
附註
1. ↑  英文簡稱：NS公司，中文簡稱：國半公司。
2. ↑  簡稱：控制器或微控器。